# Cordula Kropik
Cordula Kropik (* 1977 in Jena) ist eine deutsche Altgermanistin.

## Leben
Von 1995 bis 2001 studierte sie Germanistik, Phonetik und Politikwissenschaft an der FSU Jena (Abschluss als M.A.). Nach der Promotion 2006 an der FSU Jena und der Habilitation 2014 an der FSU Jena ist seit 2020 W3-Professorin für germanistische Mediävistik an der Universität Bayreuth.

## Schriften (Auswahl)
- Reflexionen des Geschichtlichen. Zur literarischen Konstituierung mittelhochdeutscher Heldenepik. Heidelberg 2008, ISBN 3-8253-5408-3.
- Moralsatirische Selbstbespiegelung eines (pseudo-)anonymen Alkoholikers. Helius Eobanus Hessus' "De generibus ebriosorum et ebrietate vitanda". Stuttgart 2015, ISBN 3-515-11204-9.
- Gemachte Welten. Form und Sinn im höfischen Roman. Tübingen 2018, ISBN 3-7720-8559-8.
- als Herausgeberin mit Nikolas Immer: Sängerliebe – Sängerkrieg. Lyrische Narrative im ästhetischen Gedächtnis des Mittelalters und der Neuzeit. Berlin 2019, ISBN 3-631-77211-4.